# Pa Saikou Kujabi
Pa Saikou Kujabi est un footballeur gambien né le 10 décembre 1986.

## Sélections
- International gambien depuis 2007[1].